# Abrachyglossum
Genre
Abrachyglossum est un genre d'insectes de l'ordre des diptères et de la famille des Conopidae. Dans cette famille, les imagos sont floricoles et la larve est obligatoirement endoparasite d'autres insectes, en particulier les hyménoptères pollinisateurs ; la femelle agressant violemment sa proie afin de déposer un œuf sur son corps.
Seules deux espèces sont incluses dans ce genre : Abrachyglossum capitatum, espèce-type, présente dans l'ensemble de l'Europe, en Russie asiatique et au Kirghizistan ainsi que Abrachyglossum cockerelli, présente en Russie, particulièrement en Sibérie,.

## Espèces
Selon Jens-Hermann Stuke :
- Abrachyglossum capitatum
- Abrachyglossum cockerelli

Abrachyglossum andrei Séguy, 1928 est considéré comme synonyme de Conops flavipes, et Abrachyglossum wui Ôuchi, 1939, une espèce de Chine, a pour synonyme Siniconops elegans.